# Phytodrymadusa
Phytodrymadusa is een geslacht van rechtvleugeligen uit de familie sabelsprinkhanen (Tettigoniidae). De wetenschappelijke naam van dit geslacht is voor het eerst geldig gepubliceerd in 1939 door Ramme.

## Soorten
Het geslacht Phytodrymadusa omvat de volgende soorten:
- Phytodrymadusa gyulaipeteri Garai, 2002
- Phytodrymadusa hakkarica Karabag, 1956
- Phytodrymadusa longipes Brunner von Wattenwyl, 1882
- Phytodrymadusa miramae Uvarov, 1929
- Phytodrymadusa qazvinensis Chopard, 1921
- Phytodrymadusa variicercis Veltishchev, 1937
- Phytodrymadusa viridipennis Stshelkanovtzev, 1914
- Phytodrymadusa znojkoi Miram, 1938